# Kortnosad stör
Kortnosad stör (Acipenser brevirostrum) är en nordamerikansk art av släktet Acipenser.

## Utseende
En avlång, mer eller mindre cylindrisk fisk med kort, nästan konisk nos. Framför den tandlösa munnen finns 4 skäggtömmar. Kroppen saknar fjäll men är, precis som huvudet, klätt med flera benplåtar. Dessutom är den försedd med hudtänder i små grupper över hela kroppen. Stjärtfenan är hajliknande, med den övre loben mycket större än den undre. Både ryggfenan och analfenan är placerade långt bak. Ryggfenan har 33 till 42 mjukstrålar, medan analfenan har  18 till 24. Ingen av fenorna har några taggstrålar. Kroppsfärgen är mörkbrun till svart på ryggen, ljusnande till ljusbrunt eller gulaktigt på sidorna, och vitaktigt på buken. Bukhinnan är svart. Ungfiskarna är täckta med små, svarta prickar. Som mest kan arten bli 143 cm och väga 23 kg, men de flesta individerna är mycket mindre.

## Vanor
Den kortnosade stören är en bottenfisk som föredrar brack- och sötvatten i havsbukter, flodmynningar och sjöar, även om den ibland kan vistas i öppet hav. Den är framför allt nattaktiv, men kan även vara i rörelse under dagen om vattnet är mycket grumligt. De vuxna fiskarna lever på blötdjur, havsborstmaskar och mindre bottenfiskar, medan de yngsta fiskarna tar bottenlevande kräftdjur och insektslarver, för att övergå till bladfotingar när de blir litet äldre (20 – 30 cm). Bytet hittas till stor del med hjälp av skäggtömmarna, och fångas med den utskjutbara sugmunnen. När temperaturen sjunker under 10 °C tenderar fisken bli passiv och sluta äta. Största kända livslängd är 67 år för honor, 30 år för hanar.

### Fortplantning
Åldern för könsmognad varierar kraftigt beroende på var fisken lever. I södra delen av utbredningsområdet ligger den på 4 till 6 år, medan fisken i utbredningsområdets norra del inte blir könsmogen förrän vid 10 till 15 års ålder. Arten leker under sen vinter till vår när vattentemperaturen når över 9ºC. Hanen leker vartannat år, medan honan leker vart 3:e till vart 5:e. Vid leken vandrar fiskarna upp i floder med strömmande vatten (0,3 – 1,2 m/s) och klipp- eller grusbotten.

## Utbredning
Den kortnosade stören förekommer i flera floder på Nordamerikas Atlantkust från Saint John River i Kanada till Saint Johns River i Florida, USA.

## Betydelse för människan
Något lagligt fiske av arten förekommer inte längre i USA, och i Kanada tas den enbart som oavsiktlig bifångst vid fiske av störarten Acipenser oxyrhinchus. Tidigare var den emellertid uppskattad både för sitt kött och för rommen, som användes till kaviar.

## Status
Arten är klassificerad som sårbar ("VU", underklassificering "A2ce; B1ab(iii)") av IUCN, och beståndet minskar. Historiskt sett har den främsta orsaken varit överfiske; idag är främsta hoten habitatförlust, främst på grund av dammutbyggnad, och vattenföroreningar.